# Klemm Kl 151
Klemm Kl 151 byl německý čtyřmístný spojovací letoun, vyvinutý za druhé světové války společností Klemm. Ve své konstrukci využíval minimum nedostatkového duralu. Byl zamýšlen jako náhrada úspěšného typu Bf 108. Postaven byl pouze jeden prototyp.

## Vývoj a popis
Technický úřad říšského ministerstva letectví ve druhé polovině roku 1940 rozhodl o potřebě vývoje nových cvičných a spojovacích letounů, v jejichž konstrukci by nebyly tolik využívány strategicky významné suroviny (např. dural). Jejich úsporou mělo být usnadněno další vedení evropské války. Továrně Klemm tak byl přidělen vývoj jednomotorového letounu Kl-151, který měl nahradit celokovový Bf 108, a dále dvoumotorového Kl 152 (zůstal jen na papíře). Oba letouny Kl 151 a Kl 152 přitom měly sdílet co nejvíce dílů.
Klemm letoun této kategorie vyvíjel už před válkou, takže přidělení zakázky vývoj urychlilo. Připravovány byly verze Kl 151A a Kl 151B se silnějším motorem. Během vývoje se však firma mimo jiné potýkala s nedostatkem kvalitního dřeva. První prototyp Kl 151 V1 (TB+QL) kvůli urychlení vývoje převzal trup typu Klemm Kl 107 a byl provizorně vybaven pevným podvozkem. Nakonec měla pevné podvozky dostat první série, u které se počítalo s nasazením z nekvalitních letišť na východní frontě. Poprvé vzlétl 10. září 1942. Letové zkoušky byly úspěšně dokončeny v únoru 1943.
Po dokončení vývoje byly podklady roku 1944 předány společnosti Zlínská letecká v Otrokovicích, která měla zahájit velkosériovou výrobu. K té však do konce války nedošlo. Jediný postavený prototyp Kl 151 V1 byl zničen v červenci 1944 při náletu.

## Konstrukce
Letoun byl celodřevěný dolnoplošník kompaktních rozměrů. Trup tvořila celodřevěná skořepina vytvořená z dýhy a lehkých výztuh. Prototyp převzal trup Kl 107, provizorně prodloužený lehkou kostrou z ocelových trubek potažených duralovým potahem. Poháněl jej řadový motor Argus As 10DKO se stavitelnou dvoulistou vrtulí Argus. Podvozek měl být převzat z Bf 108, prototyp však měl podvozek pevný.

## Specifikace

### Technické údaje (Kl151)
- Posádka: 4 (pilot, tři pasažéři)
- Rozpětí: 12,4 m
- Délka: 9,3 m
- Výška: 2,2 m
- Nosná plocha: 21,6 m²
- Hmotnost prázdného letounu: 800 kg
- Vzletová hmotnost: 1500 kg
- Pohonná jednotka: 1× řadový motor Argus 10DKO
- Výkon pohonné jednotky: 240 k (176 kW)

### Výkony
- Maximální rychlost: 280 km/h
- Dolet: 1000 km